# Hicksville (Ohio)
Hicksville is een plaats (village) in de Amerikaanse staat Ohio, en valt bestuurlijk gezien onder Defiance County.

## Demografie
Bij de volkstelling in 2000 werd het aantal inwoners vastgesteld op 3649.
In 2006 is het aantal inwoners door het United States Census Bureau geschat op 3501, een daling van 148 (-4,1%).

## Geografie
Volgens het United States Census Bureau beslaat de plaats een oppervlakte van
6,5 km², geheel bestaande uit land. Hicksville ligt op ongeveer 255 m boven zeeniveau.

## Plaatsen in de nabije omgeving
De onderstaande figuur toont nabijgelegen plaatsen in een straal van 20 km rond Hicksville.